# Fabian Scheidler
Fabian Scheidler (né 1968 à Bochum) est un écrivain allemand. Il est notamment cofondateur du magazine télévisé indépendant Context TV et a longtemps travaillé comme dramaturge pour le Grips-Theater. 
En 2009, il a reçu prix Otto Brenner (de) (qui récompense le journalisme critique) pour son travail journalistique et artistique à Attac. En 2015, il fait paraitre La Fin de la mégamachine, une critique de la société industrielle. 

## Biographie
Scheidler a étudié l'histoire et la philosophie à l'Université libre de Berlin, puis la direction théâtrale à l'Université de musique et des arts du spectacle de Francfort-sur-le-Main.
Depuis 2001, il est écrivain indépendant, pour la presse écrite, la télévision, le théâtre et l'opéra.
En 2009, David Goeßmann et lui ont fondé le magazine télévisé indépendant Context TV, qui produit régulièrement des programmes sur des questions de justice mondiale et d'écologie.
En 2010, il a été coordinateur de programme du tribunal bancaire d'Attac au Volksbühne Berlin (Volksbühne am Rosa-Luxemburg-Platz).
En tant que dramaturge, il a travaillé de nombreuses années pour le théâtre Grips de Berlin, un théâtre pour les enfants.
En 2013, son opéra Tod eines Bankers  (« Mort d'un banquier ») a été créé au Gerhart-Hauptmann-Theater de Görlitz.
En 2015, il fait paraitre Das Ende der Megamaschine. Geschichte einer scheiternden Zivilisation (La Fin de la mégamachine. Sur les traces d'une civilisation en voie d'effondrement). Il y reprend le concept de « mégamachine » forgé par l’historien Lewis Mumford, pour désigner la civilisation humaine, qu'il décrit comme une organisation sociale construite comme une machine dont les hommes sont les rouages, et responsable des désastres climatiques, écologiques, pandémiques et économiques contemporains. Publié par Promedia Verlag à Vienne (Autriche), le livre connait un rapide succès en Autriche et en Allemagne et fait l'objet de traductions en néerlandais, en anglais, et en français. 
Dans La Fin de la mégamachine, Scheidler remet en cause les mythes posant l'Occident comme idéal et civilisation modèle pour le monde, rappelant qu'« on décrit le Moyen Âge comme une époque sombre, mais le fait historique, c’est que la torture, l’Inquisition, la chasse aux sorcières et tout ce qu’on lui associe, ont atteint leur paroxysme dans les Temps Modernes, avec l’émergence du système capitaliste ».
En juin 2023, il publie une tribune dans le site d'actualité Reporterre, dans laquelle il appelle l’Occident à privilégier les négociations dans la guerre en Ukraine. La paix, selon lui, est indispensable pour lutter contre le changement climatique. L'article suscite une polémique dans les réseaux sociaux.

## Œuvres

### Essais
- Gibt es ein Leben nach dem Wachstum? (Y a-t-il une vie après avoir grandi?) Dans: Perspectives! VSA, Hambourg 2004.
- Theater in Bewegung. Globale Gerechtigkeit spielend voranbringen ; Theatre in Motion. Faire progresser la justice mondiale en toute simplicité, un manuel (avec Stefanie Kaluza et Marc Amann) . Édité par Grips Werke e.V., Berlin 2010,  (ISBN 978-3-00032631-8).
- Das Ende der Megamaschine. Geschichte einer scheiternden Zivilisation (La Fin de la mégamachine. Histoire d'une civilisation défaillante). Promedia, Vienne 2015,  (ISBN 978-3-85371384-6), table des matières, publié au Seuil eu 2020 (624 pages,  (ISBN 978-2021445602))
- Chaos: Das neue Zeitalter der Revolutionen (Chaos: le nouvel âge des révolutions). Promedia, Vienne 2017,  (ISBN 978-3-85371426-3).
- Die volle und die leere Welt (Le monde plein et le monde vide). Essais et images. thinkOya, Klein Jasedow 2019,  (ISBN 978-3-94729606-4).
- Wege zu einer zukunftsfähigen Ökonomie. Die Krise des Lebens auf der Erde und der große Umbau der Gesellschaft. (Voies vers une économie durable. La crise de la vie sur terre et la grande restructuration de la société). Conversations philosophiques, Volume 60, Helle Panke, Berlin 2020.

### Théâtre
- Prima Klima (Super climat) ; pièce de théâtre pour les personnes âgées de six ans et plus, créée au Théâtre Grips de Berlin en 2007

### Opéra
- Tod eines Bankers (Mort d'un banquier) ; Opéra de Fabian Scheidler (concept et livret) et Andreas Kersting (musique), créé au Gerhart-Hauptmann-Theater Görlitz-Zittau en 2013

## Récompenses et distinctions
- En 2009 : Pour son travail journalistique à Attac, il a reçu le prix Otto Brenner pour le journalisme critique. Ce prix fait suite à la publication par des bénévoles du réseau ATTAC d'un faux numéro du journal Die ZEIT[4] (au mois de mars 2009). Ce numéro a été tiré à 350 000 exemplaires et distribué dans plus de 90 villes avec comme titre en première : "Am Ende des Tunnels" (" Au bout du tunnel "), écrit avec Jutta Sundermann et Fabian Scheidler comme rédacteur en chef du numéro « plagié ». Et le plagiat a été inclus dans le quotidien Taz. 
Selon ATTAC, la société ZEIT-Verlag dont le journal avait été "plagié" a renoncé à toute action en justice et son rédacteur en chef (Giovanni di Lorenzo) a publiquement salué la qualité du faux journal[5].

- En 2015 : proZukunft Top 10 de la littérature 2015 pour son essai La fin de la mégamachine. Histoire d'une civilisation défaillante[6].

### Vidéographie
- « Stop à la mégamachine : guide pratique pour éviter l’effondrement » , Émission La grande table, de France Culture (sur You Tube)

## Crédit d'auteurs
- (de) Cet article est partiellement ou en totalité issu de l’article de Wikipédia en allemand intitulé « Fabian Scheidler » (voir la liste des auteurs).